# Torres de Barbués
Torres de Barbués – gmina w Hiszpanii, w prowincji Huesca, w Aragonii, o powierzchni 13,94 km². W 2011 roku gmina liczyła 297 mieszkańców.